# Sanyati (Fluss)
Der Sanyati, im Oberlauf Munyati, ist ein Fluss in Simbabwe.

## Verlauf
Er entspringt in Ostmaschonaland nahe der Grenze zu Westmaschonaland, etwa 30 km nördlich von Chivhu. Er fließt erst nach Westen, vorbei am Ngezi Recreational Park, der um den Ngezi-Stausee errichtet ist.
Etwa nach der Hälfte seines Weges knickt er nach Norden ab. Er fließt am Ort Sanyati vorbei, bevor er den Mupfure aufnimmt. In seinem Unterlauf ist das rechte Ufer Safarigebiet. Dort bildet der Fluss die Ostgrenze zum Matusadona-Nationalpark und mündet schließlich an der Staatsgrenze zu Sambia in die Kariba-Talsperre.
Oberhalb von Gokwe dient der Sanyati der Bewässerung von Baumwollfeldern.

## Hydrologie
Die Abflussmenge des Flusses wurde bei etwa der Hälfte des Einzugsgebiets in m³/s gemessen.